# Камерпаж

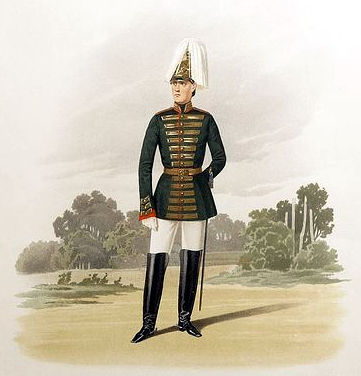
Камер-паж Пажеського корпусу.

Камер-паж (нім. Kammer — «кімната, покої»; + «паж») — особливе придворне звання для юнаків.
Пізніше в нього зводилися окремі вихованці (кадети, пажі), які навчалися в Пажеському корпусі.

## Форма одягу
Вся форма одягу камер-пажам видавалася від придворної контори і називалася «придворною лівреєю», поділялася на щоденну і парадну — статс-ліврею. Перша виготовлялася щорічно, а друга — до особливо урочистих випадках, і були власністю Імператорського двору. При випуску камер-пажа в офіцери, ліврея і статс-ліврея залишалися при дворі.

### Знаки розрізнення
На відміну від пажів, в корпусі, камер-пажі носили на погонах дві поперечні нашивки, на формі одягу (міських мундирах) додаткові галуни, на задніх кишенях, шпори і замість тесаків — шпаги.